# Liste der Monuments historiques in Saint-Hilaire-sous-Romilly
Die Liste der Monuments historiques in Saint-Hilaire-sous-Romilly führt die Monuments historiques in der französischen Gemeinde Saint-Hilaire-sous-Romilly auf.

## Liste der Objekte
| Bezeichnung                          | Beschreibung                           | Standort                                              | Kennzeichnung | Schutzstatus | Datum | Bild |
| ------------------------------------ | -------------------------------------- | ----------------------------------------------------- | ------------- | ------------ | ----- | ---- |
| Skulptur Heiliger Antonius von Padua | Kalkstein, übertüncht, 19. Jahrhundert | Pommereau, in der Kapelle St-Antoine-de-Padoue (Lage) | PM10004087    | Inscrit      | 1981  |      |